# Eduard de Max
Eduard de Max (14 februarie 1869, Iași - 28 octombrie 1924, Paris, Franța) a fost un renumit actor francez de origine română, considerat unul din cei mai de seamă tragedieni ai timpului. Pe numele său real Eduard Alexandru Max el a fost fiul doctorului în medicină Emil Max, cel mai cunoscut ginecolog al vremii sale și membru al mișcării Junimea din Iași iar mama sa, născută Romalo, era rudă apropiată cu Elena Cuza.
După absolvirea Conservatorului debutează cu succes la Paris în rolul Poetului din "Noaptea de octombrie" de Alfred de Musset. Au urmat peste 300 de roluri pe mari scene ale lumii din Paris, Londra, Bruxelles, Roma, Atena, București, Cairo, Madrid, Buenos Aires, Rio de Janeiro, New York, Geneva, etc.
Renumitul cronicar teatral Ioan Massoff amintește într-un manuscris inedit aflat în posesia lui Fabian Anton faptul că, "încă elev la Conservatorul din Paris, Eduard de Max, a apărut, în seara de 24 septembrie 1888, pe scena Teatrului Național București, în cadrul unui festival. El a recitat din Eminescu poezia "Rămâi la mine", un fragment din Ruy Blas și a jucat, împreună cu Ana Popescu, în limba franceză, "La Nuit d'Octobre" de Alfred de Musset.
De asemenea, la 10 aprilie 1893, de Max apare pe scena teatrului Odéon interpretînd rolul poetului Horațiu din piesa în versuri "Glycére" de Eugene Boyer, după care, alături de Sarah Bernhardt, a jucat pe scena teatrului Renaissance, rolul principal din "Regele" de Jules Lemaitre.
Din 1890 apare în roluri importante ale scenei franceze, fiind un concurent serios al celebrei actrițe Sarah Bernhardt.
Între 4 - 13 octombrie 1904 o trupă franceză în frunte cu Eduard de Max și Maria Ventura a dat o serie de reprezentații pe scena Teatrului Național București.
Între 1908 și 1912, Eduard de Max apare în filmele companiei franceze "Film d'art". În 1913 de Max primește un important rol în adaptarea celebrului roman al lui Alexandre Dumas, "Cei trei muschetari" (1913).
De asemenea, în 1920, Eduard de Max îl întruchipează pe Richelieu în adaptarea părții a doua a filmului "Cei trei muschetari" (1921), un film mut conceput ca serial și produs de Pathé Frères. Tot rolul lui Richelieu va întruchipa și în cea de a treia parte a seriei Muschetarilor - Cinci ani mai târziu (1922).
Numit Societar al Comediei Franceze alături de românii Elizabeth Nizan, Jean Yonnel și Maria Ventura la data de 1 ianuarie 1918.
Eduard de Max a fost cel care a intermediat accesul marelui actor Tony Bulandra pe scenele teatrului francez.
Arhiva Eduard de Max se află în posesia lui Fabian Anton.

## Studii
- Liceul Național din Iași
- Conservatorul de Artă din Paris, Franța

## Scrieri
- Eduard de Max a publicat în revista franceză "Le Printemps des lettres" (aprilie 1911)

## Roluri în teatru
- Louis al XI-lea în „Gringoire“ de Théodore de Banville (Conservatorul din Paris, 1891)
- Hamlet în „Hamlet“ de Shakespeare (Conservatorul din Paris, 1891)
- Neron în „Britannicus“ de Racine (deubutul oficial, Teatrul „Odéon“, 1891)
- Arsame în „Rhadamiste et Zénobie“ de Crébillon (Teatrul „Odéon“, 1892)
- La marquis în „Une vie manquée“ de Murcie (Bouffles du Nord, 1892)
- Severe în „Polyeucte“ de Corneille (Teatrul „Odéon“, 1893)
- Attale în „Nicomede“ de Corneille (Teatrul „Odéon“, 1893)

## Roluri în film
- Milady (1923)
- Le bossu (1923)
- Vingt ans après (1922) - rol Richelieu
- Le mauvais garçon (1922)
- Messalina (1922)
- Les trois mousquetaires (1921/I) - rol Richelieu
- L'ami Fritz (1920)
- Le masque d'horreur (1912)
- Les trois mousquetaires (1912)
- Une vengeance d'Edgar Poë (1912)
- Athalie (1910)
- Polyeucte (1910)
- La Tosca (1909)
- Macbeth (1908)

## Controverse
Eduard de Max a fost considerat unul din cei mai extravaganți actori ai acelor vremuri. El a specializat în roluri de împărați decadenți, precum Nero și Heliogabalus, mergînd pînă într-acolo încît a apărut semi-nud pe scenă în piesa "Promethee" de Jean Lorrain (1900). Lăudat de unii ca fiind cel mai mare actor al timpul său, de Max a fost în aceeași măsură și atacat de gazetarii și biografii homofobi.
Eduard de Max a fost considerat la fel de extravagant ca prietena sa, Sarah Bernhardt. El s-a înconjurat de o serie întreagă de tineri artiști homosexuali pe care îi patrona. Renumitul scriitor André Gide a scris piesa de teatru "Saul" - ce conține puternice aluzii homosexuale - pentru el în 1898, însă nici un teatru nu a acceptat să o monteze pînă în 1922. Un alt artist celebru a cărui carieră a fost lansată de către de Max a fost și Jean Cocteau.
În 1908, un alt tînăr artist, Armory (pe numele său real Carle Lionel Dauriac), a scris o comedie intitulată "Le chrysanthèmes Monsieur" al cărei personaj principal era un amestec de Oscar Wilde, Jean Lorrain și Eduard de Max. Armory sperat că de Max însuși ar putea juca rolul principal, însă acesta a refuzat.